# Movimiento Justicia e Igualdad

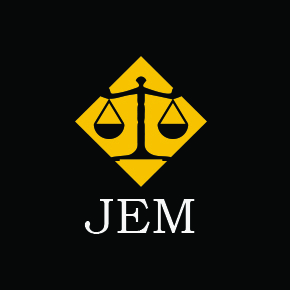
Logo del Movimiento Justicia e Igualdad en junio de 2013.

El Movimiento Justicia e Igualdad, a veces llamado también Movimiento Justicia y Equidad (inglés: Justice and Equality Movement, a menudo referido por sus siglas en inglés, JEM), es un grupo rebelde que combate en el conflicto de Darfur, en Sudán. Su principal dirigente es Khalil Ibrahim. Junto con otros grupos rebeldes, como el Movimiento de Liberación de Sudán, combate contra los yanyauid, apoyados por el gobierno sudanés. El JEM es también miembro del Frente Oriental, una coalición rebelde inicialmente activa en el este de Sudán, a lo largo de la frontera con Eritrea. 
El JEM remonta su fundación a los autores del Libro Negro, un manuscrito publicado en 2000 que pone de manifiesto las desigualdades estructurales en el país. Su ideología es islamista, y el gobierno de Sudán lo relaciona con Hassan al-Turabi, aunque los dirigentes del grupo han negado esta relación Sin embargo, al-Turabi culpó al gobierno de "agravar la situación". 
El 20 de enero de 2006, el Movimiento Justicia e Igualdad anunció su fusión con el Movimiento de Liberación de Sudán, junto con otros grupos rebeldes, para formar la Alianza de las Fuerzas Revolucionarias de Sudán Occidental. Sin embargo, el JEM y el Movimiento de Liberación de Sudán continuaban negociando con el gobierno como grupos separados en mayo de 2006. 